# Norwegische Meisterschaften im Biathlon 1965
Die norwegischen Meisterschaften im Biathlon 1965 fanden am 7. Februar 1965 zum zweiten Mal nach 1959 am und um den Schießstand Løvenskiold (Løvenskioldbanen) in Eiksmarka, Gemeinde Bærum statt. Ausgetragen wurde ein Einzelwettkampf über 20 Kilometer.
Sieger wurde bei seiner ersten Teilnahme dank einer der schnellsten Kurszeiten Ragnar Tveiten, den Titel bei den Junioren gewann Kjell Hovda.

## Männer

### Einzel (20 km)
| Platz | Starter        | Verein            | Zeit      | Treffer |
| ----- | -------------- | ----------------- | --------- | ------- |
| 1     | Ragnar Tveiten | HV-02/OPIL        | 1:37:03 h | 16      |
| 2     | Ola Wærhaug    | HV-04/Skedsmo     | 1:37:35 h | 18      |
| 3     | Olav Jordet    | HV-05/Tolga       | 1:37:36 h | 18      |
| 4     | Jon Istad      | HV-10/Voss        | 1:37:49 h | 15      |
| 5     | Ivar Nordkild  | HV-15/Bjerkvik    | 1:38:47 h | 15      |
| 6     | Ivar Skogsrud  | HV-05/Elverum     | 1:39:34 h | 17      |
| 7     | Per G. Løvåsen | HV-05/Trysil      | 1:41:19 h | 18      |
| 8     | Ola Nygård     | HV-05/Tolga       | 1:43:17 h | 17      |
| 9     | Ingolf Bjørke  | HV-06/Nordre Land | 1:43:37 h | 17      |
| 10    | Jonas Roland   | HV-05/Lillehammer | 1:43:49 h | 17      |

Start: 7. Februar 1965